# گنوینو (استان اشوی‌داشکسیه)
گنوینو (به لاتین: Gnojno) یک روستا در لهستان است که در گمینا گنوینو واقع شده‌است.